# Dhul
Dhul és una empresa alimentària espanyola pertanyent al grup multinacional francès Andros i dedicada a la producció, comercialització i distribució de productes refrigerats, com postres i plats preparats.

## Història
Dhul va ser fundada el 1969 pel matrimoni Ignacio Fernández Sanz i María Angustias Amador Martín, amos d'una petita granja de Granada. Ja que el producte s'elabora amb ou i llet van escollir com a marca Dhul (de huevo y leche, ou i llet en català). María Angustias va decidir vendre les postres que feia al seu antic col·legi, i poc temps més tard es va estendre a altres centres educatius de la província.
Amb els anys es va convertir en una de les principals productores espanyoles de flams envasats. El 1988, el grup empresarial català Berlax va adquirir la fàbrica de Flam Dhul, SA, situada a Granada, per uns 2.000 milions de pessetes.
Dhul es va convertir en una empresa especialista en productes refrigerats. No només fabrica postres lactis refrigerats, també desenvolupa una gamma de gelats i sota la marca Xef Dhul presenta una gran varietat de plats preparats refrigerats; tot això basat en receptes tradicionals, elaborat i de manera casolana.
Dhul està present en nombrosos països dins i fora de la Unió Europea.
En aquell moment, el Grup Dhul era la divisió d'alimentació de Nueva Rumasa. El grup estava compost per:
- Dhul. Especialistes en producció, comercialització i distribució de productes refrigerats, amb postres d'alta qualitat i plats preparats.
- Clesa
- Xocolates Trapa
- Xocolates Elgorriaga
- Gelats Royne
- Carcesa: amb les marques Apis (conserves i tomàquet fregit) i Fruco (sucs i tomàquet).
- Batuts Cacaolat
- Quesería Menorquina, incloent-hi les marques Tranchettes i Santé.
- Xocolates Plin - La Herminia, d'Astúries.
- Xocolates Viso - La perfecció i Sabú.
- Ous Hibramer.
- Caramels Aldusa.
- Licors Els Conills i Gabín Garres.

Grup Dhul va reportar en 2006 unes vendes de 300 milions d'euros.
El setembre de 2013 va ser adquirida, després del seu concurs de creditors, per la multinacional francesa Andros per dos milions d'euros, mantenint l'activitat de l'empresa. Després de la compra, Andros acorda un ERO amb els sindicats.

## Fàbriques
Grup Dhul. S.L., està conformat per 350 empleats, set delegacions a tot Espanya i més de 50 distribuïdors en tota la península i Canarias. La seu central i fàbrica de Dhul està a Granada.
Des de l'any 2000 Dhul ha invertit 13,5 milions d'euros en l'ampliació de la seva fàbrica i la modernització de les seves línies de fabricació de bany Maria i de les postres pastissers, cosa que ha permès l'increment de la capacitat de producció del 30%.
L'empresa va adquirir nous terrenys d'uns 110.000 m² al municipi metropolità de Láchar (a 18 km de Granada capital), amb l'objectiu de construir una nova fàbrica que havia d'estar operativa el 2010.
A Jaén era previst obrir una nova fàbrica, l'obertura es planejava per a 2011. No obstant això, la construcció d'aquesta planta de plats prefabricats, que s'aixecava a pocs metres de les antigues instal·lacions de Càrnies Molina, considerada un dels grans projectes de Dhul a Andalusia, es va aturar a meitat de la seva execució. Nueva Rumasa va entrar en suspensió de pagaments i a continuació en concurs de creditors, cosa que va suposar l'abandó del projecte. La planta ocuparia uns 142.000 metres quadrats i en ella el grup Nueva Rumasa invertiria 50 milions d'euros i recol·locaria a 75 antics treballadors de Primayor, per posar en marxa dues línies productives, de brous-sucs i de truites.

## Tipus de productes
Postres Dhul
La gamma estrella de Dhul es caracteritza per la varietat i innovació dels seus productes, una àmplia gamma de postres elaborats a partir de receptes tradicionals amb alta acceptació en el mercat.
Xef Dhul
Avançant-se a les necessitats del consumidor d'avui, Dhul s'introdueix en el món dels plats preparats oferint als consumidors plats tradicionals, sans i de gran qualitat.
En col·laboració amb l'Institut de Nutrició de la Universitat de Granada, Dhul segueix desenvolupant investigacions en nous productes, especialment dietètics.